# AEG C.IV
O AEG C.IV foi um avião de reconhecimento biplano, monomotor alemão de dois lugares, utilizado pela Luftstreitkräfte na Primeira Guerra Mundial, a partir de 1916. Ele era baseado no C.II mas incluía uma metralhadora de 7,92 mm "Spandau" voltada para a frente sobre as asas superiores.

## Utilização
Além das missões de reconhecimento, o C.IV foi usado como "escolta de bombardeiro", apesar de ter demonstrado ter potência inadequada para essa função. Apesar disso, o C.IV foi o mais bem sucedido avião de reconhecimento das séries B e C da AEG durante a Primeira Guerra Mundial, com mais de 400 construídos, e permanecendo em serviço até o fim da Guerra.
Uma variante, o C.IV.N foi designado especificamente como protótipo de bombardeiro noturno em 1917, utilizando um motor Benz Bz.III usado em outros modelos da série C e uma envergadura maior. Outra variante, o C.IVa, utilizava um motor Argus As III de 180 hp.

## Usuários
- Bulgária
- Império Alemão
- Polónia (64 aviões operados depois da Guerra)
- Turquia

|  |